# 波浪岩

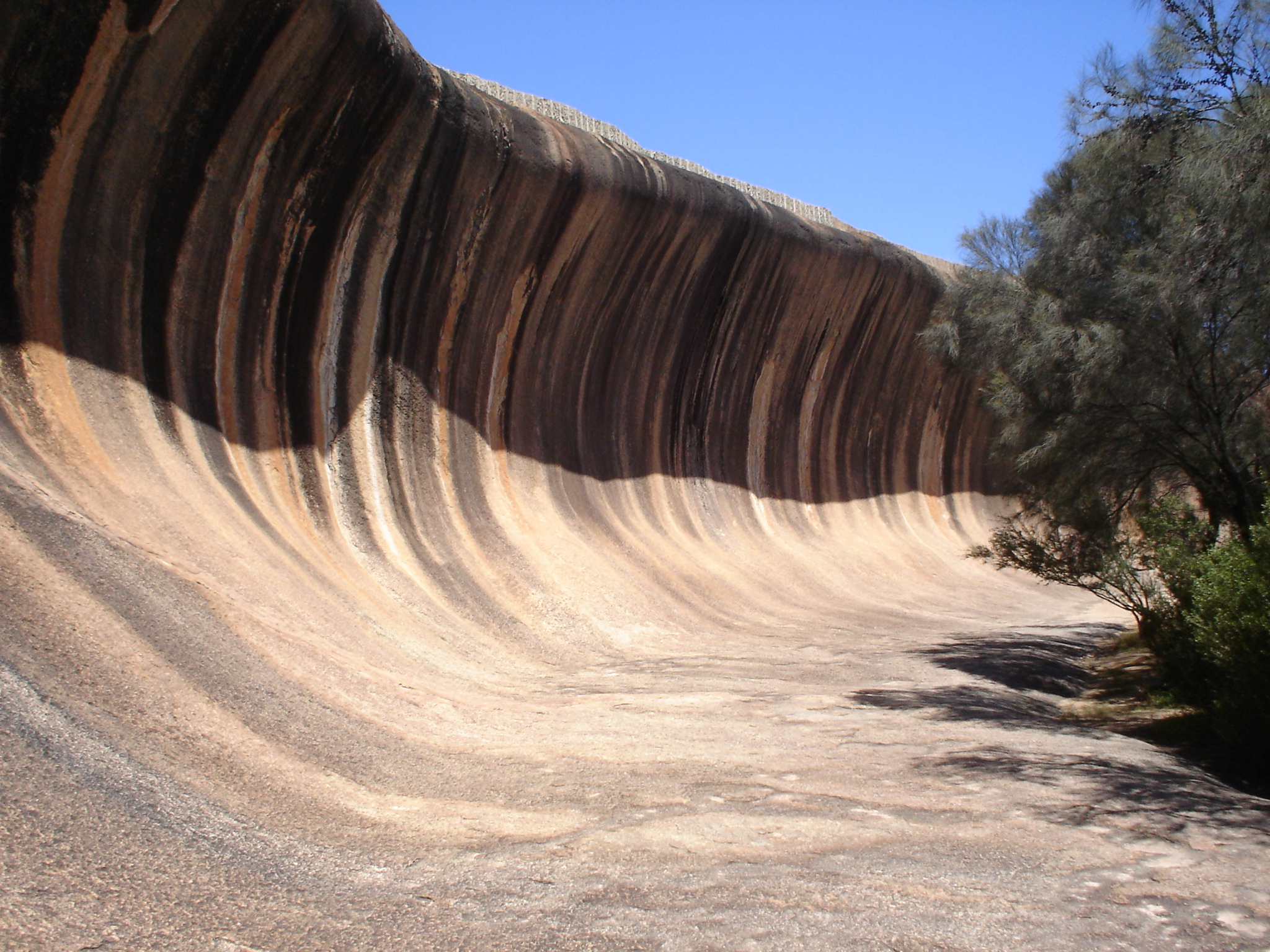

波浪岩（Wave Rock）是位於澳大利亞西澳大利亞州小鎮海登附近的一塊天然岩石，因其外表酷似海浪而聞名。波浪岩高約15米（49英尺），寬約110米（360英尺）。波浪岩和其附近一帶的地區被劃為自然保護區。目前已知約有26.3億年的歷史。該地貌被當地原住民族「巴拉洞」(Ballardong （页面存档备份，存于）)認為是很神聖的地方。該地區原為花崗岩塊，因為長期受到雨水及風的侵蝕，導致成為現在的特殊地貌，近幾年更被外界稱作世界第八大奇景。